# T-27
De T-27 was een Sovjet-tankette uit de begin jaren dertig. Het was gebaseerd op de Britse Carden Loyd Mk VI tankette in 1930. In totaal zijn er ruim 5.000 exemplaren van gemaakt. Bij het uitbreken van de Tweede Wereldoorlog was het voertuig verouderd en werd voornamelijk gebruikt voor het oefenen van tankbemanning en voor ondersteuningstaken achter de frontlinie.

## Geschiedenis
In de jaren twintig begon het Sovjetleger met de motorisering van het leger. Het ontbrak echter aan een automobielindustrie en de regering sloot een aantal contracten met, voornamelijk, Amerikaanse automobielfabrikanten, om vrachtwagens en tractors in het land zelf te produceren. Twee grote fabrieken in Gorki en Moskou kwamen aan het begin van de jaren dertig in productie.
Eenzelfde probleem deed zich voor met de productie van tanks. In 1927 werden tanks aangeschaft uit Tsjecho-Slowakije en een Fiat Tipo 3000 tank uit Italië. In 1930 was een Sovjet commissie naar Groot-Brittannië gekomen om tanks te kopen. Op 21 maart 1931 kregen zij toestemming van de Britse regering om een groot aantal tanks van Vickers-Armstrongs te kopen. De Sovjets kochten, onder andere, 15 middelzware tanks Mk II en 26 Carden-Loyd Mk VI tankettes. Ze kochten niet alleen de tanks, maar ook licenties om de voertuigen zelf te produceren. De Carden-Loyd Mk VI werd de Sovjet T-27 tankette.

## Beschrijving
De Carden-Loyd Mk VI tankette werd door de Russen getest. Zonder aanpassingen werd de productie van de T-27 gestart in de nieuwe autofabriek bij Moskou. De belangrijkste verandering was de bewapening; de Vickers machinegeweer werd vervangen door een luchtgekoeld DT machinegeweer met een kaliber van 7,62 mm. Van deze versie zijn ongeveer 2.500 exemplaren gemaakt tussen 1931 en 1933.
De ervaringen met het Russische klimaat en terrein noodzaakten tot een aantal veranderingen, deze aangepaste versies kregen de typeaanduiding T-27A en T-27B. Het voertuig werd enigszins verlengd en kreeg daardoor een extra wiel voor de rupsband. Er kwam één kap ter bescherming van de bestuurder en commandant/schutter; de Britse versie had twee aparte kappen. Deze verandering maakte een betere communicatie tussen de bemanning mogelijk. De romp werd vergroot om meer ruimte te krijgen voor munitie en ander materieel. Een radio ontbrak en communicatie tussen de tankettes was mogelijk door het gebruik van signaalvlaggen. Van de A-versie zijn circa 350 exemplaren gemaakt en van de B-versie 2.500.
De motor en de versnellingsbak waren gemonteerd aan de voorzijde van het voertuig. De GAZ AA motor lag deels tussen de bestuurder en commandant. Voor de bemanning was dit slecht vanwege het geluid en de warmte van de motor. De 4-cilinder benzinemotor ontwikkelde een vermogen van 22 pk, de A en B-versie kregen dezelfde, maar verbeterde motor van 40 pk. De ruimte voor de bemanning was zeer beperkt en vooral kleine soldaten werden geselecteerd voor deze voertuigen. Achter de stoelen zat de brandstoftank en radiateur. De radiateur was afgeschermd met dubbele deuren die geopend en gesloten konden worden, afhankelijk van de omstandigheden. De T-27B versie had een aantal verbeteringen extern, maar ook intern voor de bemanning en was in productie tot 1941.

## Gebruik

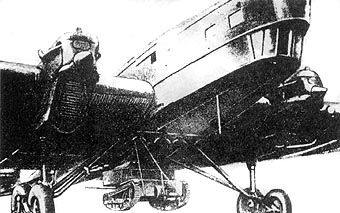
Een Tupolev TB-3 bommenwerper met T-27 tussen het landingsgestel

De T-27 werd op 13 februari 1931 door het leger in dienst opgenomen. Het werd vooral ingezet als verkenningsvoertuig. Aanvankelijk werden 65 bataljons geformeerd, elk met 50 tankettes. Medio jaren 30 werd de T-27 ingezet tijdens de Basmatsjiopstand in Centraal-Azië. De tankettes voldeden uiteindelijk niet aan de wensen en door de opkomst van modernere tanks verdween de tankette op de achtergrond. Bij het uitbreken van de Tweede Wereldoorlog waren er nog ongeveer 2.157 T-27s in actieve dienst. Voor de laatste keer zijn de tankettes ingezet bij de slag om Moskou. Nadien zijn ze nog in gebruik geweest als artillerietrekker voor kleinere kanonnen en als lanceerinrichting voor raketten.

De Sovjets hebben in 1935 nog experimenten uitgevoerd om de T-27 via de lucht te vervoeren. Een Tupolev TB-3 bommenwerper werd hiervoor aangepast; de tankette kwam onder het vliegtuig te hangen.